# グアンロン
グアンロン（学名:Guanlong、冠龍）は、後期ジュラ紀オックスフォーディアンの中華人民共和国に生息したティラノサウルス上科プロケラトサウルス科に属する全長3メートルの肉食性獣脚類。2006年に徐星らが初めて記載した初期のティラノサウルス類でも代表的な種類である。学名は中国語で「冠を持つ竜」という意味（中国語の単語が、そのまま学名となった珍しい例）。現在のところ、部分的に化石が揃った成体とほぼ完全な幼体の2体が知られている。中国のジュンガル盆地・石樹溝層から標本が発見された。

## 概要

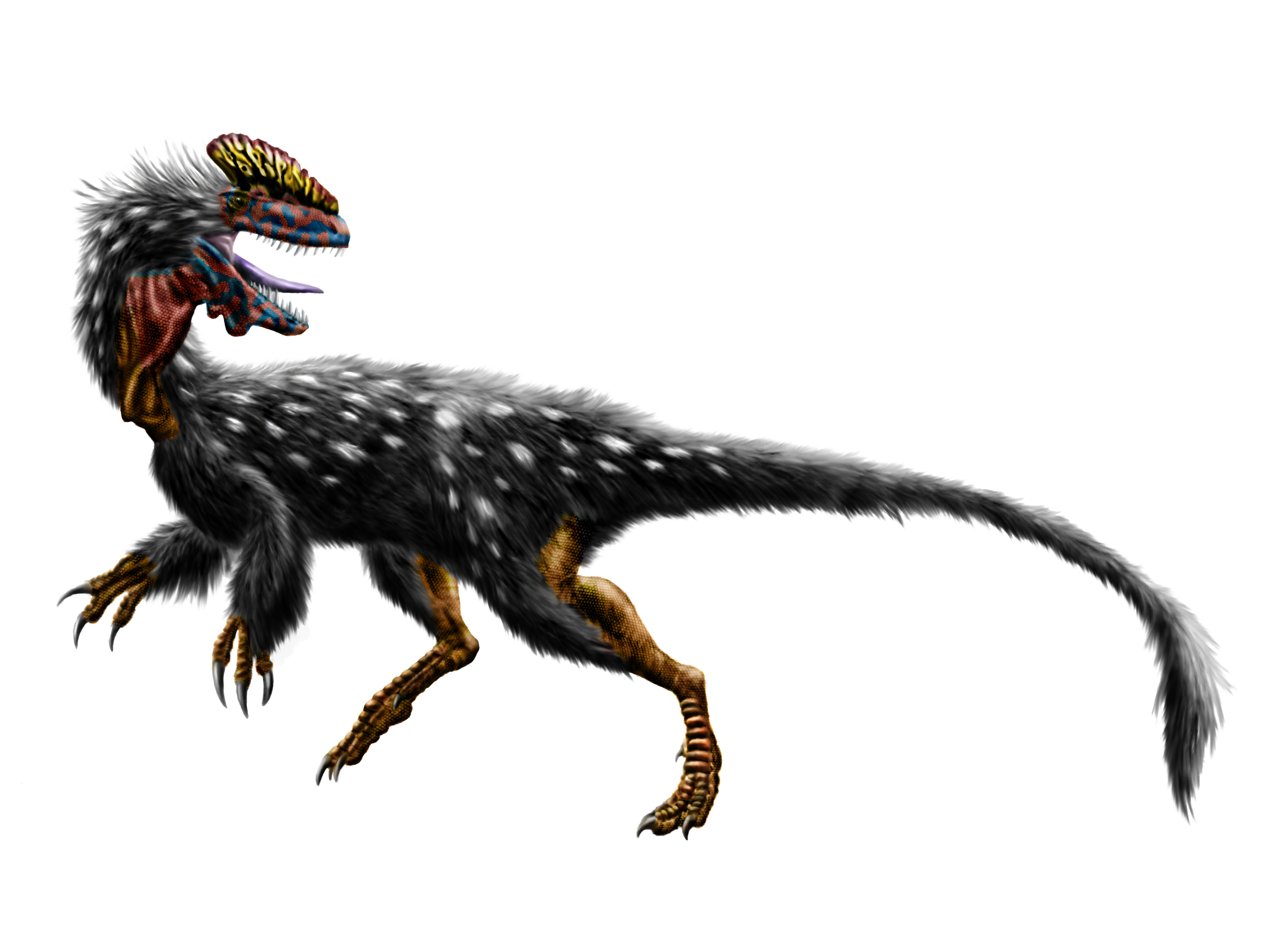
復元図

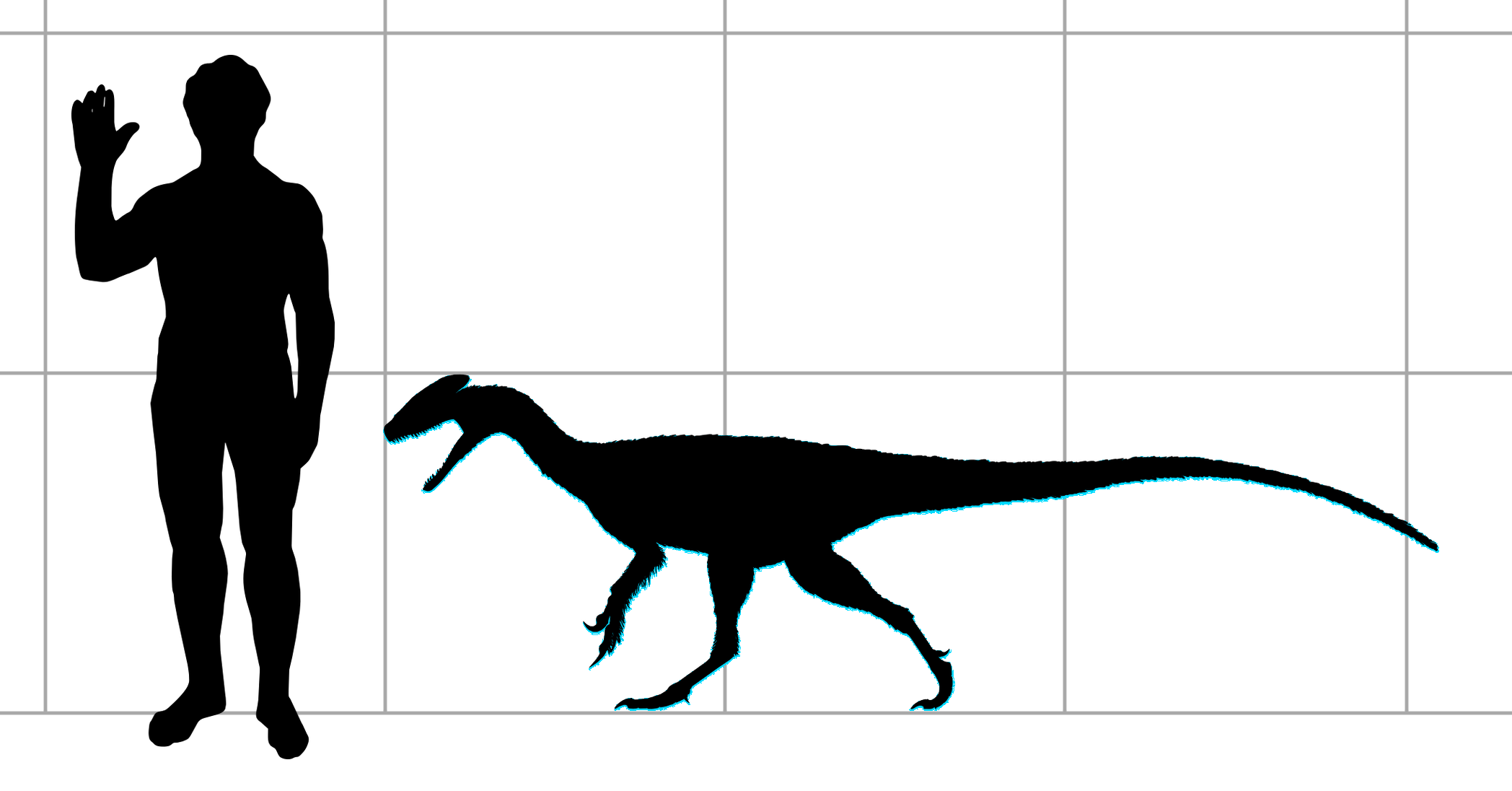
グアンロンとヒトの大きさ比較

グアンロンは全長約3メートル、体高は約85センチメートル、体重は70キログラム〜100キログラムほどの獣脚類。前上顎骨(口先の骨)に見られるD字型の断面をした歯(いわゆる前歯)や骨盤の明確な凹凸から、有名なティラノサウルスと強い類縁関係にあることが明らかになった。また末代のティラノサウルスから9200万年昔に遡る約1億6000万年前にあたる後期ジュラ紀初頭のオックスフォーディアンの石樹溝層から化石が発見された。この年月は恐竜絶滅から文明社会の成立までを軽く上回る長さであり、ティラノサウルス上科が非常に長命なグループであったことを示している。グアンロンは頭部に薄い繊細なトサカがあるといった特異的な特徴が見られる。子孫筋のティラノサウルス科とは異なり、グアンロンの前肢には3本鋭い爪の備わった長い指があった。近縁種(例ディロング)からの推測によると、全身を羽毛に包んでいた可能性が高い。

## 発見

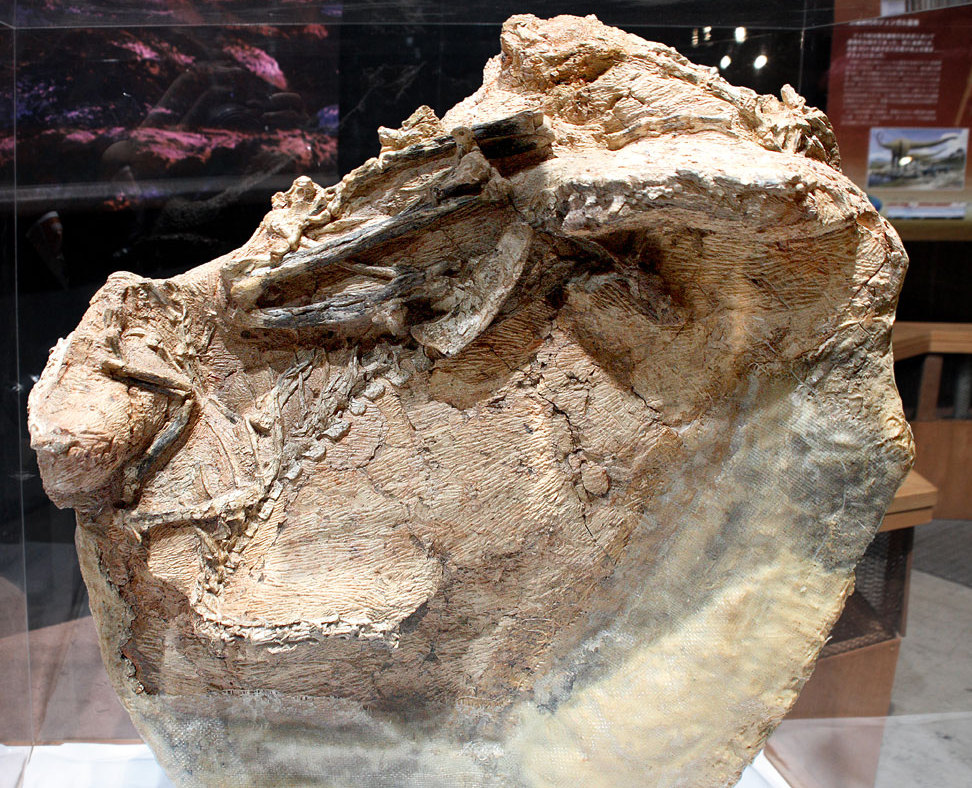
頭部が取り除かれたパラタイプ標本 IVPP V14532

グアンロンは中国のジュンガリア地域で中国科学院古脊椎動物古人類学研究所とジョージ・ワシントン大学の合同調査隊により発見された。
現在のところグアンロンは2頭の標本が知られており、その2頭はジュンガル盆地の石樹溝層で重なり合うようにして発見された。上で発見された標本がホロタイプ標本 IVPP V14531 で、部分的に繋がった成体(3m)の骨格である。もう一方の未熟な亜成体（1.5メートル）はパラタイプ標本 IVPP V14532 であり、完全に繋がった保存状態の良い骨格であることから知られている。なお亜成体の首は成体によって踏み折られていた。
グアンロンの発見状況はやや特殊で、先に挙げた2体の標本はどちらも単一の足跡化石の中から発見されている。さらに幼体のグアンロンの真下からは、合計3体の小型獣脚類(リムサウルス2体と無名の種1体)が同じく折り重なるようにして発見された。この足跡は大型竜脚類のマメンチサウルスによって残されたものとされている。これは自然に出来た“落とし穴”とされ、メカニズムとしては周辺の火山から吹き上げられた火山灰が湿地に降り注いだ状態で、そこにマメンチサウルスが足跡を残し、急激な撹拌による液状化現象が起きた結果であるとされている。そうして泥が粘り気を帯び、周辺に生息する小動物にとって脱出困難な罠（デスピット）となっていた。詳しい経緯は不明だが、ここにグアンロンを代表とする多種多様な小動物が嵌り込むことで、後に彼らが狭い範囲に折り重なって化石化したとされている。一つの推測によると、最初に囚われたリムサウルスを目当てにグアンロンやジュンガルスクスのような肉食動物が集まり、後続も同じく泥に足を取られたとされている。

## 命名
グアンロンは合同調査隊の後、2006年に徐星らにより命名された。属名のグアンロンは鶏冠を表す「冠」と竜を表す「龍」からなり、鶏冠について言及している。メディアによっては「グアンロング」と呼称されるが、ラテン語の発音では末尾のgを発音しないため、より正確な発音は「グアンロン」である。種小名は5色を意味する「五彩」に由来し、グアンロンが発見された場所である色の混じった岩石（五彩灣）を表現している。

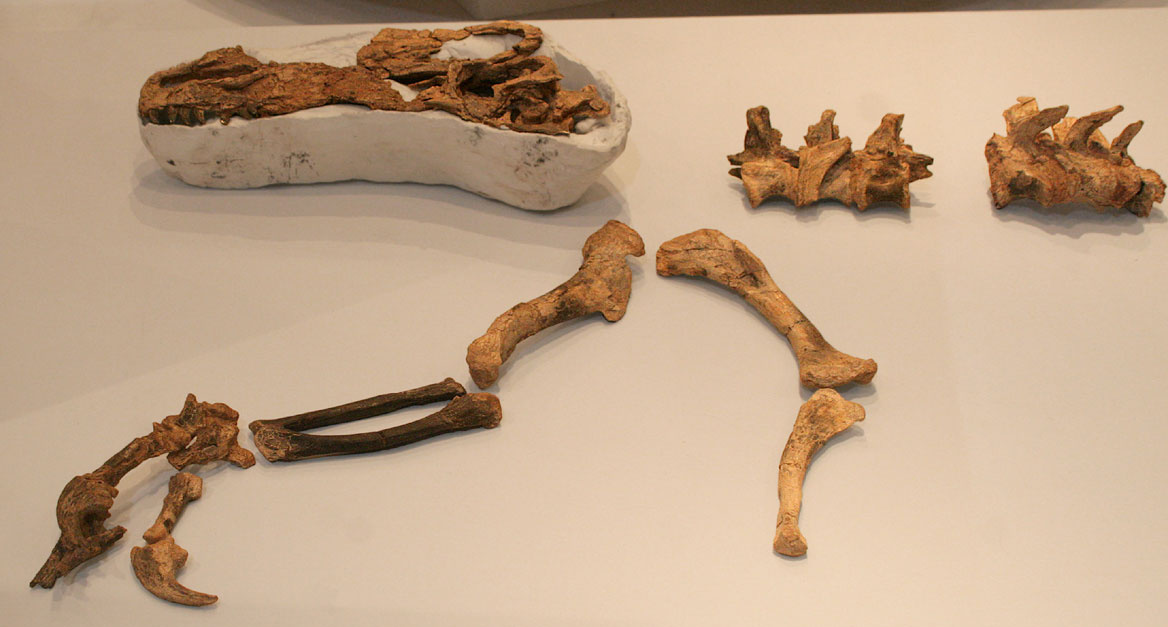
成体の骨格

## 分類

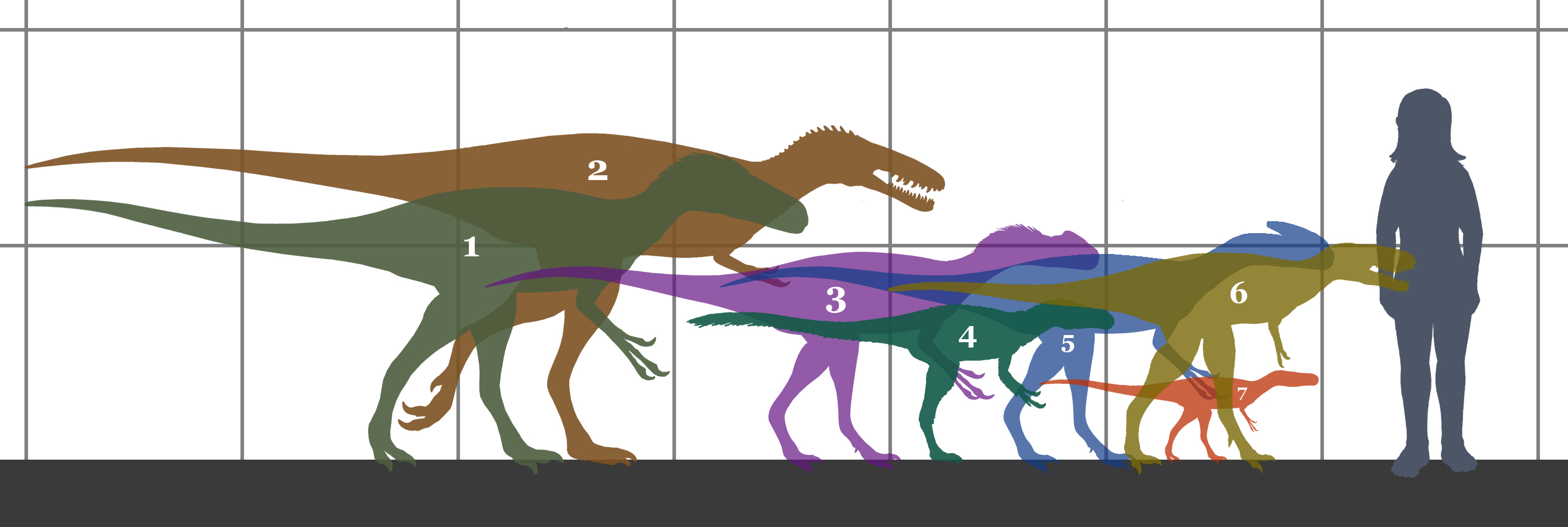
小型の属とヒトの比較

グアンロンはシノティラヌスやジュラティラントおよびストケソサウルスが属するプロケラトサウルス科に分類され、特にその中でもプロケラトサウルスやキレスクスと同じ分類群に属することが判明している。しかし2014年に別の研究が発表され、ストケソサウルスをプロケラトサウルス科から除外し、キレスクス、グアンロン、プロケラトサウルス、シノティラヌスをのみをプロケラトサウルス科に分類することが提案された。
以下のクラドグラムは Fiorillo と Tykoski による後者の研究に基づく。

|  | グアンロン                                                            |
|  |                                                                       |
|  | \| \| プロケラトサウルス \| \| \| \| \| \| シノティラヌス \| \| \| \| |
|  |                                                                       |
|  | プロケラトサウルス                                                    |
|  |                                                                       |
|  | シノティラヌス                                                        |
|  |                                                                       |

|  | プロケラトサウルス |
|  |                    |
|  | シノティラヌス     |
|  |                    |

|  | グアンロン                                                            |
|  |                                                                       |
|  | \| \| プロケラトサウルス \| \| \| \| \| \| シノティラヌス \| \| \| \| |
|  |                                                                       |
|  | プロケラトサウルス                                                    |
|  |                                                                       |
|  | シノティラヌス                                                        |
|  |                                                                       |

|  | プロケラトサウルス |
|  |                    |
|  | シノティラヌス     |
|  |                    |

## 古生物学

### 頭部

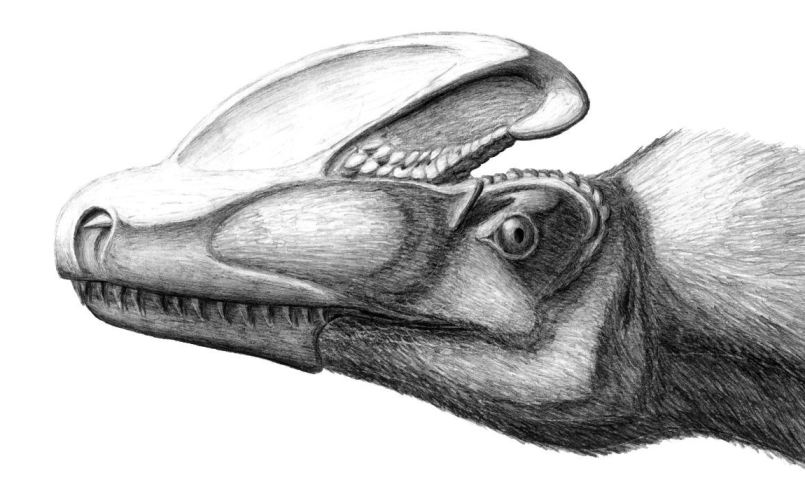
頭部の復元

大人では頭骨長が約30 - 35センチメートルに達した。これは近縁種のプロケラトサウルスよりも大きいが、現在見つかっているプロケラトサウルスは亜成体とされているため、両者の本当の体格差は不明である。頭骨は長さこそあれ、幅が狭く高さもなかった（そのため鶏冠を抜きにすると外見が極端な長方形を描く）。またティラノサウルス上科に共通する特徴として、前上顎骨は分厚く切り立った外形をしていた。
口先にはティラノサウルス上科に共通したD字型の歯が並ぶ。この前歯はプロケラトサウルスよりも明らかに大きく太い。これは2種の生態の違いを示している可能性がある。顎の中腹から後方にかけてはナイフ状の鋭利な歯が並んでいた。その長さは最大でも2センチメートル以下であった。そして歯列には目立った盛り上がりがなく、基本的にはドロマエオサウルス類のように水平を描いている。上顎骨の歯の形状は、子孫筋のティラノサウルス科の太ましい歯よりも、むしろ肉食性のコエルロサウルス類に標準的な小さく鋭利な歯に似ていた。
こうした歯はサウロルニトレステスとも似ており、これは一口大の小動物から小型の恐竜まで幅広い獲物に対応し、素早く肉を食い千切ることが可能であった。
2022年の研究では咬合力が前歯で約27kg、奥歯で約52kgと推測された。この値は共存したハプロケイルスよりも強く、モノロフォサウルスよりも弱かった。また2024年の研究から、白亜紀のティラノサウルス科のものに類似した歯の交換システムをグアンロンが既に獲得していたことが示されている。
子孫筋のダスプレトサウルスや本種を含むコエルロサウルス類と兄弟群であるアロサウルス類の研究によると、肉食性獣脚類の口元には圧力を感じ取る鋭敏なセンサーがあり、それを狩りや子育てなど口を使う行動に役立てていた可能性がある。
性成熟後に完成する1枚の鶏冠は薄く脆い構造で、鼻骨から伸びて収束点は眼窩の手前にある。ただし鶏冠の先端は眼窩を超えて後頭部にまで達していた。

### 四肢
前後ともに細長い。前肢は後ろ脚の60%ほどの長さで、後ろ脚では脛骨が大腿骨よりも長かった。

### 前肢
前肢は標準的なコエルロサウルス類と共通した特徴が見られ、その外形もよく似ていた。第一指と第二指の末節骨（いわゆる「指先」で爪の芯となる骨）の大きさは等しく、第三指のみが小ぶりである。後のティラノサウルスのように腕全体が退縮してはおらず、手（捕獲器）としての機能を残した形状であった。ただし後のマニラプトル類のように折り畳める構造ではなかったため、手首の可動性は低い。それでも手根骨は丸みを帯びており、子孫筋のティラノサウルス亜科よりも可動範囲は広い。
末節骨の形状は現生のピューマと類似しており、突き刺す・引っ掛けて引っ張る・引っ掻いて抉る動作の全てにおいて優れた適性を持っていたと推測されている。
外形や指骨の比率は、カルカロドントサウルス類のコンカヴェナトルとも似ているとされる。やや近縁のドリプトサウルスの研究や、遠い子孫筋のティラノサウルスの研究によると、グアンロンの前腕には獲物を取り押さえる役割があったとされている。また一般的にティラノサウルス類の前肢は小さくて無用の長物と認知されているが、本当に小さいのは派生的なティラノサウルス科だけであり、グアンロンの発達した前肢はそれを象徴する良い例である。

### 後肢
後ろ脚の研究からグアンロン（およびティラノサウルス上科）は、全体的に俊足の持ち主であったことが示唆されている。ただしティラノサウルス上科内のみで走行性能を比較した結果によれば、グアンロンはディロングやドリプトサウルス、ユウティラヌスと並んで同グループ内においては、やや低い走行性能を持つ部類であることが示めされた。それでもなお脚の長さ、特に膝から下（脛）が長く、恐竜全体で比較すると走行性能が高いのは上記の4種とも同じである。

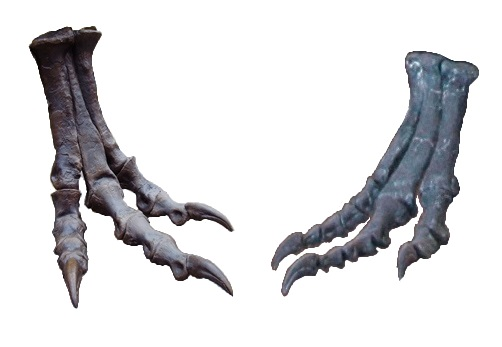
アークトメタターサルを持つティラノサウルスと持たないアロサウルスの中足骨の比較。なおグアンロンはアロサウルスに似た中足骨を持つ

にも拘わらずこういった差異が生じたのは、走行性能が高いとされるアレクトロサウルスやティラノサウルスのような派生型ティラノサウルス類が中足骨に、アークトメタターサルと呼ばれる走る際の衝撃を和らげやすくなる構造を進化させたのが原因とされている。

### 胴体/尻尾
恥骨の端は伸びていなかった。派生的なティラノサウルス科では恥骨の先にピュービッグブーツと呼ばれる張り出しが存在するため、この点では基盤的な特徴と言える。
断片的な尾椎や近縁種を参考にすると、本種の尻尾は細長く、全長の半分近くを占めていたとされる。また子孫筋のティラノサウルスよりは尾大腿筋の発達が弱かったと推測される。これはティラノサウルス亜科を除く全てのティラノサウルス上科に当てはまる。

### 成長
組織学的解析を用いて2つの標本の年齢が特定された。成体は7歳で成熟して12歳で死亡したことが示された。幼体は6歳で死亡し、まだ成長途中であった。それぞれが別の年齢であるため、成長途中に何らかの変化があったことが分かる。幼体は眼窩と手が比較的大きく、脚も長い。これに加え鶏冠の伸長具合いも鼻先に限られていた。こうした特徴は後のティラノサウルス科に近い。

## 食性
グアンロンは、もっぱら自分よりも小さな動物を狙う肉食動物（中間捕食者）であったと考えられており、これはジュラ紀から前期白亜紀のティラノサウルス上科に共通したニッチであった（例外は大型化したユウティラヌスとシノティラヌスのみ）。本属が発見されたジュンガル盆地からは、手乗りサイズの獣弓類から巨大なマメンチサウルスまで、多種多様な脊椎動物が発見されている。そうした多種多様な動物のうち、冒頭のとおりグアンロンは上は小型恐竜から下はトカゲまで、自分よりも小さな種類の動物を狙っていた。
古生物としては珍しいことに、グアンロンは食性を間接的に示す証拠が2つ見つかっている。1つはグアンロンの下から掘り出されたリムサウルスを代表とする数頭の小型獣脚類で、グアンロンはその死骸に引き寄せられて件のデスピット（落とし穴）へとやってきていた。リムサウルスたちはグアンロンにより落とし穴へ追い落とされたのかもしれない。もう1つはグアンロンの亜成体に残された頚椎の負傷であり、これは成体が亜成体を狙った共食いの可能性を示唆している。こうした共食いは肉食性の獣脚類の多くで確認されている。
グアンロンに限った話ではないが、彼らのような小型獣脚類はマメンチサウルスや大型獣脚類のシンラプトル、モノロフォサウルスなど、普段は手を出せないような大型恐竜であっても、その幼体であれば攫って食べていた可能性もある。
このような獲物に対し、グアンロンのような基盤的なティラノサウルス上科が襲撃する際には、長い前腕で獲物を捕える他、長く比較的頑丈な顎で噛み付いていた可能性が高い。

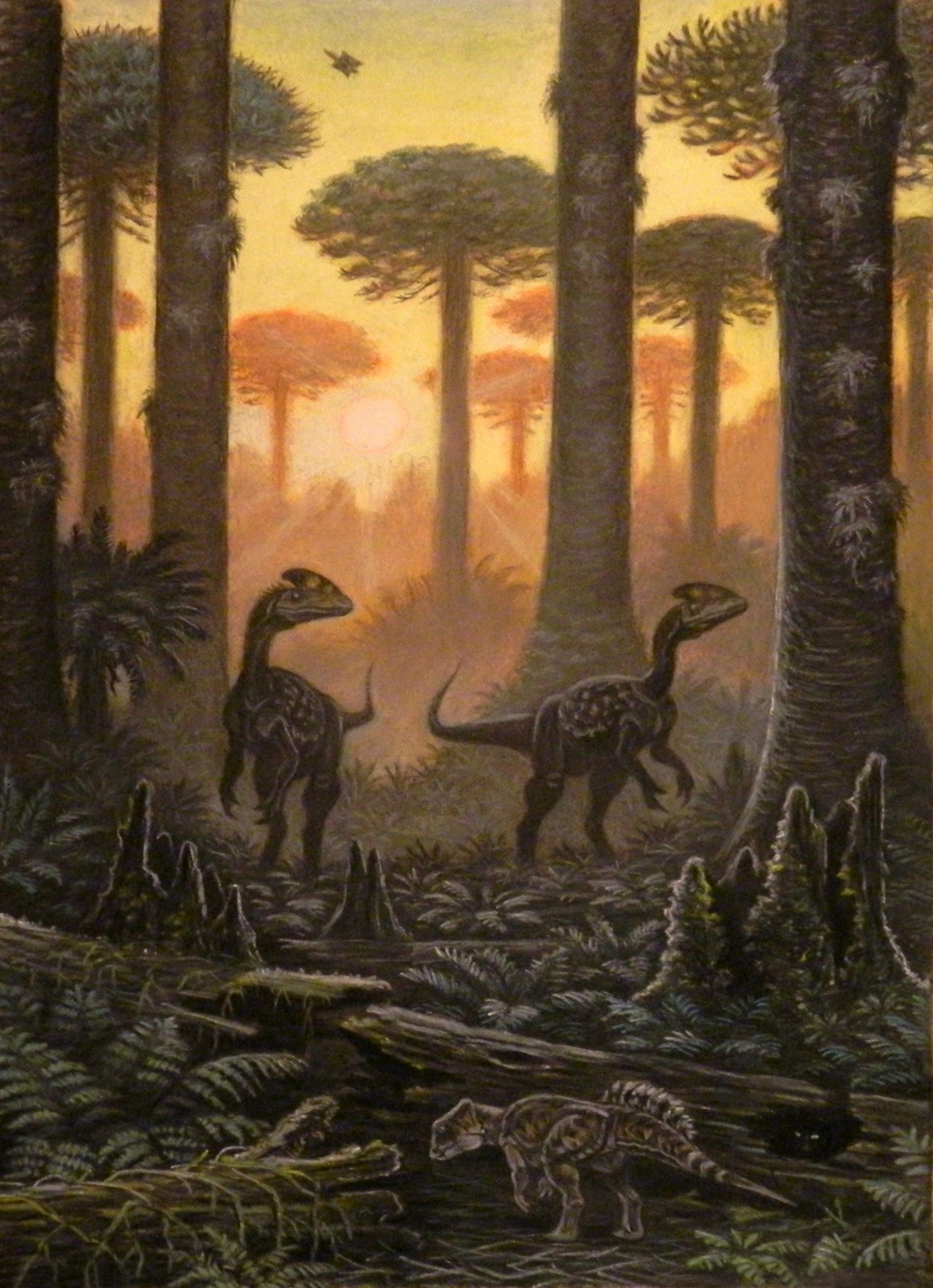
2頭のグアンロンから隠れるインロンを描いたもの

最古級のティラノサウルス上科である本属と、同じく最古級の角竜類であるインロンは全く同時代同地域に共存していた。彼らを祖系とする2系統、後に約9000万年に渡って軍拡競争および共進化を遂げ、その関係は6600万年前の北米に出現したティラノサウルスとトリケラトプスの関係に収束するまで続く。

## 古生態学/行動

### コミュニケーション
グアンロンの頭頂部に備わった1枚の鶏冠は、主にディスプレイとして用いられた可能性がある。鶏冠はディロフォサウルスやモノロフォサウルスのものに似ており、高度な含気性を示した。厚みは数ミリしかなく非常に繊細な構造であり、体に対する比率は大きく目立ちやすい。また鶏冠には大きな穴が3つ開いていて脆弱かつ精巧な造りのため、激しい闘争に使われたものではないとされている。獣脚類では他にもディロフォサウルスとモノロフォサウルスの鶏冠も種の認識に用いられたことが示唆されているが、より細長いグアンロンの鶏冠はよりディスプレイの目的の可能性が高い。
こういった研究を踏まえ、グアンロンの鶏冠にはハンディキャップ仮説が働いていたとする仮説もある。頭骨の突起は種の識別や求愛のためのディスプレイに用いられた可能性がある。現生動物の例としては、ヒクイドリが鶏冠を意思表示に使う。
またグアンロンの場合、デリケートで巨大な鶏冠は活発な捕食者と推測されている本種の狩りに際し不利に働くため、ハンディキャップ理論の例である可能性がある。脆い鶏冠にもかかわらず全ての個体が健康で狩りを得意とする場合、より小さい鶏冠を持つ他の個体よりも大きな鶏冠を持つ個体の方が優れた形質を示していたと推測されている。雄のクジャクの尾羽やギガンテウスオオツノジカの枝角と同様にグアンロンは性選択を経て進化し、求愛行動におけるアドバンテージが狩りの能力の低下を上回ったことが示唆されている。

### 繁殖
現状2020年までにグアンロンの卵や雛は発見されていない。しかしパラタイプ標本（1.5メートルほどの幼体）や、近縁種の化石を元に大まかな推測を立てることは可能である。グアンロンを含む基盤的なコエルロサウルス類は、誕生直後から顎に歯が生え揃っており、四肢も走行に耐えられるまでに骨化していた
。これは雛が産まれた直後から自力で生きていけたとされている。とはいえ自力で生存が可能だからといって、必ずしも親の保護がない訳ではない。その証拠にマニラプトル形類や現生のワニ類では、数か月から年単位に渡って親が子供の面倒を見ていたことが示されている。

## ニッチ上の競争

### 天敵

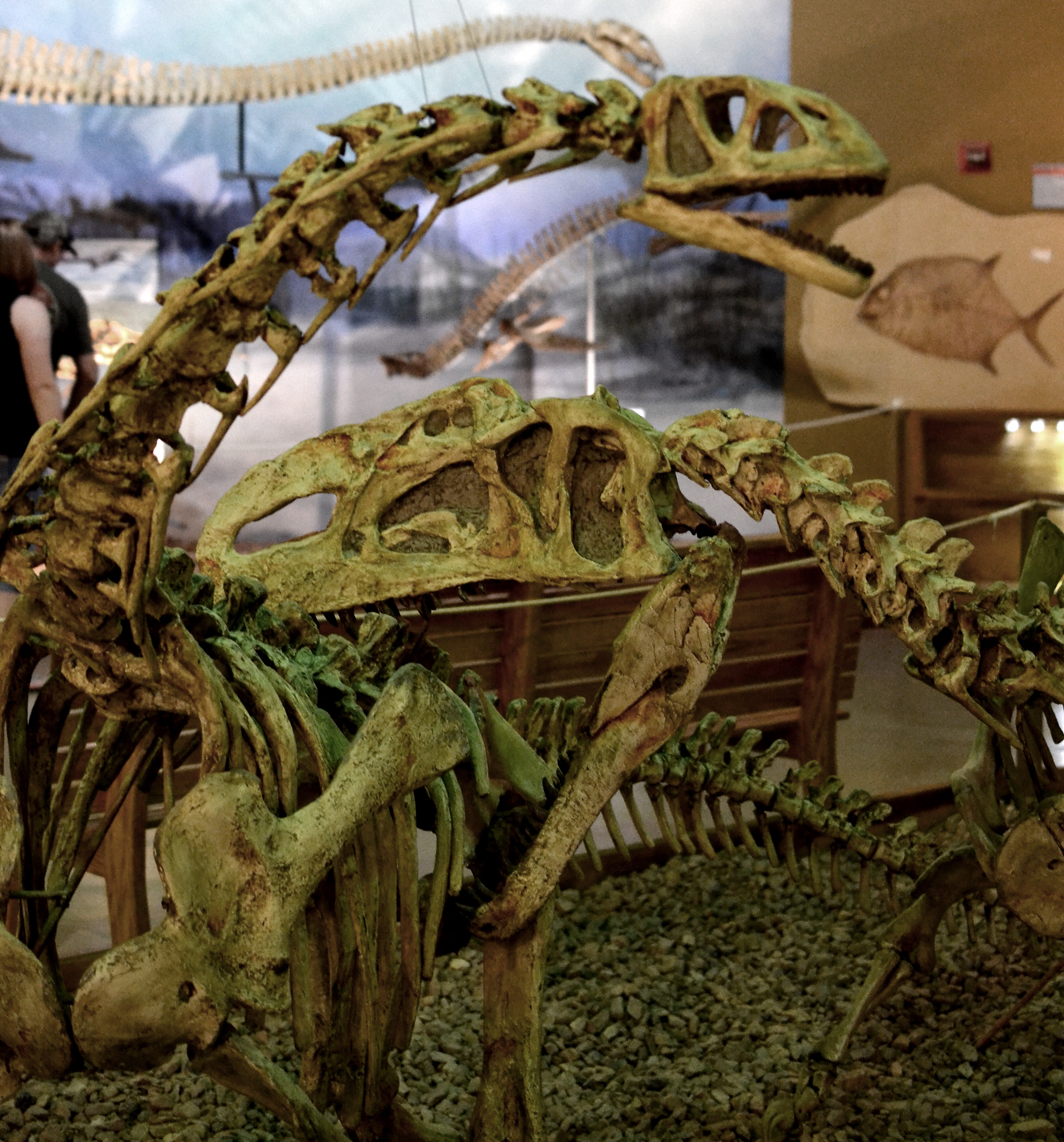
ワイオミング州恐竜センターにて、ベルサウルスを襲うモノロフォサウルスの骨格。モノロフォサウルスはグアンロンよりも上位に位置する捕食動物であった

グアンロン自体はティラノサウルス上科に含まれるとはいえ、全長約3メートルと身体が比較的小型であった。そのため共存した大型獣脚類のシンラプトルやモノロフォサウルスによって捕食されることもあったと考えられる。加えて上記の大型捕食者の存在があったため、グアンロンをはじめとする初期のティラノサウルス上科は、ジュラ紀から白亜紀初頭にかけて生態系における二次捕食者の地位に収まっていたのではないかと指摘されている。

## 古環境

### 環境
当時のジュンガル盆地には扇状地や沖積平野、小川、湿地、沼地、浅い湖など、豊富な水源にによる多彩な環境が拡がっていた。地層に含まれる大量の炭素や石炭から判断して、気温は常に暖かく乾燥していた。モンスーンの影響により、季節は雨の多い夏と乾燥した冬の2つに分けられていた。これらの気候は豊かな森林環境を育んだとされ、アラウカリアに代表される丈の高い裸子植物、また木性シダやトクサも生い茂っていたとされている。そして森や水源から近い距離には活火山があった。

### 共存した生物
恐竜
- 未記載のステゴサウルス類（剣竜）
- 未記載の鳥脚類
- 未記載のアンキロサウルス類（鎧竜）
- “ゴングブサウルス”（鳥盤類） - 全長1.3 - 1.5メートルの小型植物食恐竜。脛骨の長さが19.5センチメートルと長く、快速を出せるランナーであったと推測されている。記載に問題があったため、現在では「ゴングブサウルス」の学名は非公式名となった。エウゴングブサウルスという代替名が後に提唱されたものの、こちらも依然として非公式名であるため、上記では“”を付記した。
- ジャンジュノサウルス（剣竜） - 全長が約6メートルの基盤的なステゴサウルス類。先端に嘴の生えた細長い頭部を持ち、背中には2列の突起を備えていた。
- インロング - 全長1.2メートルの知られている限り最古の角竜類。細く短い前脚と太く短い後ろ脚で二足歩行を主に活動していた。角竜でありながら目立った骨質の角や襟飾り（後頭部のフリル）はない。口元にはプロトケラトプスに見られるような犬歯状の鋭い歯が生えていた。
- マメンチサウルス（竜脚類）
- フシャノサウルス（竜脚類） - 初期のティタノサウルス類。
- ベルサウルス（竜脚類）
- ハプロケイルス（獣脚類）
- アオルン（獣脚類） - 初期のコエルロサウルス類、もしくは初期のアルヴァレスサウルス類。生後1歳以下の幼体が発見された。頭骨に独特の穴が見られるのが特徴である。
- ズオロン（獣脚類） - 初期のコエルロサウルス類、もしくは初期のアルヴァレスサウルス類。全長3メートルとグアンロンに並ぶ大きさだが、これでも成体ではなく、さらに大きくなる可能性が指摘されている。さらに頭骨の大部分が発見されているため、細かな特徴も詳しく研究されている。
- シショウグニクス（獣脚類） - ハプロケイルスに近縁な初期のアルヴァレスサウルス類。特徴的な細長い手指と、細長い後ろ脚を持っていた。発見された個体は大人に近い大きさとなった亜成体と見られている。
- リムサウルス（獣脚類）
- シンラプトル（獣脚類）
- モノロフォサウルス（獣脚類）
- 断片的な歯化石 - 初期のドロマエオサウルス類と考えられている。

翼竜
- クリプトドラコン - 翼開長1.5メートルのプテロダクティルス類。短い尻尾と大きな頭が特徴とされる。
- セリシプテルス - 翼開長1.7メートルのランフォリンクス類。初期の翼竜で、長い尻尾が特徴である。

クルロタルシ類
- ジュンガルスクス - コヨーテ大のスフェノスクス類。上記とは別の落とし穴化石からリムサウルスの死体に隣接して発見された。

単弓類
- トリティロドン類

## 文化面
石樹溝層で見つかった恐竜の中では、マメンチサウルスやズオロンを差し置いて人気/知名度ともにトップクラスとされている。2009年には、幕張メッセで開催された恐竜2009-砂漠の奇跡でもマスコット化されている。

### ドキュメンタリー
『発見! 恐竜の墓場』（2007年）
主役級の扱いを受けた。冒頭では「肉食のラプトル」と呼称されていたが、前述のとおりグアンロンとドロマエオサウルス類（俗にいうラプトル）との類縁関係は遠い。また作中では落とし穴に嵌った小型恐竜を巡って仲間同士で殺し合ったり、初期の角竜インロンを後脚の力で捻じり殺したりしていた。しかし狩りの方法についての明確な証拠は現時点で見つかっていない。表の復元は主として鱗となっており、羽毛は後頭部に留まっている。
『蘇る恐竜の時代』（2011年）
中生代の哺乳類について紹介するシーンにおいて、トカゲ類や滑空性哺乳類のボラティコテリウム、半水棲哺乳類のカストロカウダを複数で襲う姿が描かれていた。
『完全解剖 ティラノサウルス〜最強恐竜 進化の謎〜』（2016年）
本作においてはティラノサウルスの祖先筋として紹介された。作中ではティラノサウルスをライオンに、グアンロンをイエネコに例えることでグアンロンをひ弱と形容された。再現映像では大型植物食恐竜であるステゴサウルス類に単身で襲いかかって反撃される描写がなされたが、小型獣脚類であるグアンロンが自身の体躯を上回る相手に挑みかかるのは不自然で、なおかつ明確な証拠や根拠はない。
体表の復元には羽毛が使用されている。
『生命進化の謎 鳥は恐竜の子孫なのか』（2017年）
序盤に羽毛恐竜の代表として登場。同じく小型の羽毛恐竜アンキオルニスを襲う軽快な地上性ハンターの役目を担った。両者の捕食や被食関係を示す証拠はなく、さらにグアンロンとアンキオルニスでは生息地域に若干のズレが存在する。また次の回においても哺乳類のジュラマイアを襲う描写がなされた。
体表の復元には羽毛が使用されている。

### 映画
『アイス・エイジ3/ティラノのおとしもの』（2009年）
群れで岩山に生息し、通りかかった獲物に片っ端から襲いかかる執念深い悪役として登場する。狩りの際には群れで攻撃を仕掛けるが、スミロドンのディエゴによって撃退される。